# Liste d'œuvres d'Adriaen van Ostade
Adriaen van Ostade, (baptisé à Haarlem le 10 décembre 1610 et enterré le 2 mai 1685 est un peintre et graveur néerlandais (Provinces-Unies) spécialisé dans la scène de genre, et plus particulièrement l'illustration de la vie paysanne. Ses œuvres, très nombreuses et de format réduit pour la plupart, héritières de Brueghel l'Ancien, sont notamment caractérisées par un traitement caricatural des personnages et un certain humour.

## Liste non exhaustive
| Titre                                                                            | Genre                      | Technique                                        | Remarques                                                              | Format                     | Date                                             | Collection                                                                    | N° d’inventaire   | Image |
| -------------------------------------------------------------------------------- | -------------------------- | ------------------------------------------------ | ---------------------------------------------------------------------- | -------------------------- | ------------------------------------------------ | ----------------------------------------------------------------------------- | ----------------- | ----- |
| Couple dansant et joyeux groupe dans un intérieur                                | Peinture de genre          | huile sur panneau                                |                                                                        | 38 × 52                    | 1635 (ca.)                                       | Rijksmuseum, Amsterdam                                                        | A 2568            |       |
| Ermite lisant                                                                    | Peinture de genre          | huile sur panneau                                | attribué e.a. à AVO                                                    | 59 × 46                    | 1625-1650                                        | Musée du Louvre, Paris                                                        | RF 1518           |       |
| Buveurs dans une grange                                                          | Peinture de genre          | huile sur panneau                                |                                                                        | 40 × 52                    | 1625-1675                                        | Musée des beaux-arts, Rennes                                                  | 801.1.29          |       |
| Paysans buvant devant une auberge                                                | Peinture de genre          | huile sur panneau                                | signé                                                                  | 45 × 47                    | 1625-1684 (ca.)                                  | Musée de Groningue, Groningue                                                 |                   |       |
| Un homme d'affaires dans son cabinet                                             | Peinture de genre          | huile sur panneau                                |                                                                        | 33,7 × 27,8                | 1625-1685                                        | Musée du Louvre, Paris                                                        | 1638              |       |
| Scène de taverne                                                                 | Peinture de genre          | dessin à la plume et aquarelle                   |                                                                        | 19 × 29 cm                 | 1625-85                                          | Kupferstich-Kabinett, Dresde                                                  |                   |       |
| Homme lisant                                                                     | Peinture de genre          | huile sur panneau                                |                                                                        | 27 × 23                    | 1627-1685                                        | Musée royal des beaux-arts, Anvers                                            | 5062              |       |
| Scène d'intérieur avec joueur de cornemuse                                       | Peinture de genre          | huile sur panneau                                | attribué à AVO                                                         | 24,6 × 19,3                | 1625-1685                                        | Musée du Louvre, Paris                                                        | MI 949            |       |
| Paysans faisant la fête                                                          | Peinture de genre          | huile sur panneau                                |                                                                        | 41,9 × 58,7                | 1630 (ca.)                                       | Norton Simon Museum, Pasadena (Californie)                                    | F.1972.14.P       |       |
| Famille de paysans dans un intérieur                                             | Peinture de genre          | huile sur panneau de bois                        |                                                                        | 21 × 31 cm                 | 1630 (ca.)                                       | Musée national de Varsovie (MNW)                                              | M.Ob.520 (156008) |       |
| Paysans chantant                                                                 | Peinture de genre          | huile sur panneau                                |                                                                        | 23 × 29                    | 1630-1640                                        | Musée du Prado, Madrid                                                        | P021220           |       |
| Fête paysanne                                                                    | Peinture de genre          | panneau                                          |                                                                        | 47,3 × 63,6                | 1630-1640 (ca.)                                  | Mauritshuis, La Haye                                                          | 580               |       |
| Scène d'intérieur avec couple âgé                                                | Peinture de genre          | huile sur panneau                                | attribué à AVO                                                         | 10,5 × 14,5                | 1630-1640 (ca.)                                  | Musée du Louvre, Paris                                                        | MI 951            |       |
| Le Joyeux Paysan                                                                 | Peinture de genre          | huile sur panneau                                | signé                                                                  | 16,5 × 14,5                | 1646 (ca.)                                       | Rijksmuseum, Amsterdam                                                        | A 302             |       |
| Un boulanger soufflant dans sa corne                                             | Peinture de genre          | huile sur panneau                                |                                                                        | 27,5 × 22                  | 1648 (ca.)                                       | Rijksmuseum, Amsterdam                                                        | A 301             |       |
| Paysans chantant                                                                 | Peinture de genre          | huile sur panneau                                |                                                                        | 24 × 29                    | 1632                                             | Musée du Prado, Madrid                                                        | P021230           |       |
| Paysans exubérants dans un cabaret                                               | Peinture de genre          | huile sur panneau (chêne)                        |                                                                        | 39 × 56                    | 1632-1635 (ca.)                                  | Alte Meister Galerie, Dresde                                                  | 1395              |       |
| Paysans rigolards dans une grange                                                | Peinture de genre          |                                                  |                                                                        |                            | 1633-1635                                        | Niedersächsisches Landesmuseum, Hanovre prêté par une Collection particulière |                   |       |
| Paysans dans un intérieur rustique                                               | Peinture de genre          | huile sur panneau (chêne)                        |                                                                        | 36,2 × 48,3 (sans cadre)   | 1634                                             | Detroit Institute of Arts, Détroit                                            | 1998.22           |       |
| Personnages buvant et enfants pleurant                                           | Peinture de genre          | huile sur panneau                                | signé                                                                  | 31,1 × 42,6                | 1634 (daté)                                      | Museum of Fine Arts, Houston (Texas)                                          | BF.1979.04        |       |
| Groupe de paysans jouant aux cartes dans un intérieur                            | Peinture de genre          | huile sur panneau                                |                                                                        | 30,5 × 38                  | 1634-1636 (ca.)                                  | Musée de l'Ermitage, Saint-Pétersbourg                                        | 7254              |       |
| Les Cinq Sens : Le Toucher                                                       | Peinture de genre          | peinture                                         | reste de signature                                                     | 20 × 25                    | 1635                                             | Musée de l'Ermitage, Saint-Pétersbourg                                        | 998               |       |
| Les Cinq Sens : L'Odorat                                                         | Peinture de genre          | huile sur panneau                                | signé                                                                  | 20 × 24,5                  | 1635 (daté)                                      | Musée de l'Ermitage, Saint-Pétersbourg                                        | 999               |       |
| Les Cinq Sens : L'Ouïe                                                           | Peinture de genre          | huile sur panneau                                | signé                                                                  | 20 × 35                    | 1635 (daté, 2 derniers chiffres illisibles)      | Musée de l'Ermitage, Saint-Pétersbourg                                        | 1000              |       |
| Les Cinq Sens : Le Goût                                                          | Peinture de genre          | huile sur panneau                                |                                                                        | 20 × 25                    | 1635                                             | Musée de l'Ermitage, Saint-Pétersbourg                                        | 1001              |       |
| Danse de paysans dans un grange                                                  | Peinture de genre          | huile sur panneau                                | signé                                                                  | 60 × 94                    | 1635 (daté)                                      | Musée Liechtenstein, Vienne                                                   | GE2433            |       |
| Taverne de village avec quatre personnages                                       | Peinture de genre          | huile sur panneau (chêne)                        | signé                                                                  | 13 × 16,5                  | 1635 (daté)                                      | Residenzgalerie, Salzbourg                                                    | 546               |       |
| Paysans faisant la fête dans une taverne                                         | Peinture de genre          | huile sur panneau                                |                                                                        | 28,8 × 36,5                | 1635 (ca.)                                       | Alte Pinakothek, Munich                                                       |                   |       |
| Paysans buvant et faisant de la musique dans une grange                          | Peinture de genre          | huile sur panneau de bois                        |                                                                        | 34 × 27 cm                 | 1635 (ca.)                                       | Collection particulière                                                       |                   |       |
| Concert rustique                                                                 | Peinture de genre          | huile sur panneau                                |                                                                        | 27 × 30                    | 1635-1637                                        | Musée du Prado, Madrid                                                        | P021210           |       |
| Paysans faisant la fête                                                          | Peinture de genre          | huile sur panneau                                |                                                                        | 47,3 × 62,9                | 1635-1639 (ca.)                                  | Musée des beaux-arts, Boston (Massachusetts)                                  | 45.735            |       |
| Le Liseur à la fenêtre                                                           | Peinture de genre          | huile sur panneau                                | signé                                                                  | 26,6 × 21,8                | 1635-1685 (ca.)                                  | Musée du Louvre, Paris                                                        | MI 944            |       |
| Intérieur de cabaret                                                             | Peinture de genre          | huile sur panneau                                | signé                                                                  | 21,2 × 29,1                | 1636 (daté, dernier chiffre incertain)           | Musée du Louvre, Paris                                                        | MI 947            |       |
| Une famille de paysans mangeant dans un intérieur                                | Peinture de genre          | huile sur panneau                                | signé                                                                  | 20 × 24                    | 1637 (daté)                                      | Ashmolean Museum, Oxford                                                      | WA1851.24         |       |
| L'Ermite                                                                         | Peinture de genre          | huile sur panneau                                | signé                                                                  | 67 × 58                    | 1636-1637                                        | Musée Liechtenstein, Vienne                                                   | GE906             |       |
| Barbier de village arrachant une dent                                            | Peinture de genre          | panneau (chêne)                                  |                                                                        | 34 × 41,3 (sans le cadre)  | 1637 (ca.)                                       | Kunsthistorisches Museum, Gemäldegalerie, Vienne                              | GG_748            |       |
| Intérieur avec une famille de paysans                                            | Peinture de genre          | huile sur panneau                                | signé                                                                  | 16,51 × 16,51              | 1637 (daté)                                      | Musée d'art du comté de Los Angeles, Los Angeles                              | 49.9.2            |       |
| Paysans se querellant dans un intérieur                                          | Peinture de genre          | huile sur panneau                                | signé                                                                  | 25 × 33,5                  | 1637 (daté)                                      | Musée de l'Ermitage, Saint-Pétersbourg                                        | 799               |       |
| Lyrique                                                                          | Peinture de genre          | huile sur toile                                  |                                                                        |                            | 1637                                             | Musée National de Gdansk                                                      | MNG/SD/82/ME      |       |
| Concert rustique ou Fête de Village                                              | Peinture de genre          | huile sur panneau                                |                                                                        | 19,5 × 39                  | 1638                                             | Musée du Prado, Madrid                                                        | P021260           |       |
| Paysans fumant                                                                   | Peinture de genre          | huile sur panneau                                | signé                                                                  | 23,5 × 20,3                | 1639                                             | Fitzwilliam Museum, Cambridge                                                 | 1741              |       |
| Dans une grange                                                                  | Peinture de genre          | huile sur panneau                                |                                                                        |                            | 1639                                             | Musée d'art, Riazan - Russie                                                  |                   |       |
| Paysage champêtre avec des agriculteurs glanant                                  | Paysage                    | huile sur panneau                                | signé                                                                  | 38 × 54                    | 1639 (daté)                                      | Musée Boijmans Van Beuningen, Rotterdam                                       | vdV58             |       |
| Violoniste à la porte d'une maison                                               | Peinture de genre          | huile sur panneau                                | signé                                                                  | 31,3 × 26,4                | 1639 (daté)                                      | Fitzwilliam Museum, Cambridge                                                 | 1739              |       |
| Paysage avec un vieux chêne                                                      | Paysage                    | huile sur panneau                                | signé                                                                  | 33,5 × 46,5                | 1640 (ca.)                                       | Rijksmuseum, Amsterdam                                                        | A 4093            |       |
| Paysans s'amusant                                                                | Peinture de genre          | huile sur panneau                                |                                                                        | 22,5 × 23                  | 1640                                             | Philadelphia Museum of Art, Philadelphie                                      |                   |       |
| Peintre dans son atelier                                                         | Peinture de genre          | huile sur panneau                                | monogramme                                                             | 36 × 35                    | 1640 (ca.)                                       | Rijksmuseum, Amsterdam                                                        | A 298             |       |
| L'Enfant grondé                                                                  | Peinture de genre          | huile sur plaque de cuivre                       |                                                                        | 27 × 37 cm                 | 1640 (v.)                                        | Musée d'Art d'Estonie                                                         | EKM M1353         |       |
| Paysans dansant dans une auberge                                                 | Peinture de genre          | huile sur panneau                                | attribué à AVO                                                         | 36,5 × 48,5                | 1640-1646 (daté, dernier chiffre illisible)      | Musée de l'Ermitage, Saint-Pétersbourg                                        | 903               |       |
| Le Buveur à la fenêtre                                                           | Peinture de genre          | huile sur panneau                                | signé                                                                  | 27 × 22                    | 1640-1660 (ca.)                                  | Musée du Louvre, Paris                                                        | MI 943            |       |
| Paysans buvant à une fenêtre                                                     | Peinture de genre          | huile sur panneau                                |                                                                        | 28,6 × 23,2                | 1640-1670 (ca.)                                  | Philadelphia Museum of Art, Philadelphie                                      |                   |       |
| Portrait d'un jeune garçon                                                       | Portrait                   | huile sur panneau                                |                                                                        | 10 × 10 cm                 | 1640-1685 (ca.)                                  | Rijksmuseum, Amsterdam                                                        | A 4049            |       |
| Intérieur d'école                                                                | Peinture de genre          | huile sur panneau                                | signé                                                                  | 19,7 × 20,3                | 1641 (daté)                                      | Musée du Louvre, Paris                                                        | MI 948            |       |
| Intérieur de chaumière avec famille près de l'âtre                               | Peinture de genre          | huile sur panneau                                | signé                                                                  | 34,5 × 44                  | 1642 (daté)                                      | Musée du Louvre, Paris                                                        | 1682              |       |
| Un homme jouant de la flûte à la porte d'une maison villageoise rustique         | Peinture de genre          | huile sur panneau                                | signé                                                                  | 35,56 × 46,36              | 1642 (daté)                                      | Los Angeles County Museum of Art, Los Angeles                                 | M.61.42           |       |
| Tête d'un homme tournée vers la gauche                                           | Peinture de genre          | huile sur panneau                                | signé                                                                  | 15,5 × 12,5 (format ovale) | 1642 (daté)                                      | Musée Boijmans Van Beuningen, Rotterdam                                       | 1635              |       |
| Tête d'une femme tournée vers la droite                                          | Peinture de genre          | huile sur panneau                                | signé                                                                  | 15,5 × 12,5 (format ovale) | 1642 (?)                                         | Musée Boijmans Van Beuningen, Rotterdam                                       | 1636              |       |
| Paysans chantant et faisant de la musique dans un intérieur                      | Peinture de genre          | huile sur panneau de bois                        | Signature en bas au centre : AV OSTADE                                 | Diam. 23 cm                | 1642 (daté)                                      | Vente Palais Dorotheum 21 octobre 2014                                        |                   |       |
| Carcasse de cochon dans une grange                                               | Peinture de genre          |                                                  |                                                                        |                            | 1643                                             | Städel, Francfort-sur-le-Main                                                 |                   |       |
| La Chanteuse de rue                                                              | Peinture de genre          | huile sur panneau                                | signé                                                                  | 45 × 35,5                  | 1644 (daté)                                      | Museum der Bildenden Künste, Leipzig                                          | 1604              |       |
| Paysan avec un cochon                                                            | Peinture de genre          | huile sur panneau                                | signé                                                                  | 27 × 2                     | 1644 (daté)                                      | Mauritshuis, La Haye                                                          | 745               |       |
| Le Fumeur                                                                        | Peinture de genre          | huile sur panneau                                | signé                                                                  | 27,9 × 23,1                | 1645 (daté)                                      | Musée du Louvre, Paris                                                        | 1684              |       |
| Paysage avec un bouvier et un cavalier sur un chemin                             | Peinture de genre          | huile sur panneau                                | signé                                                                  | 25,5 × 33                  | 1645 (daté)                                      | Musée de l'Ermitage, Saint-Pétersbourg                                        | 972               |       |
| Groupe de musiciens dans un intérieur avec des enfants derrière une fenêtre      | Peinture de genre          | huile sur panneau                                | signé                                                                  | 39 × 30,5                  | 1645 (3e chiffre illisible)                      | Musée de l'Ermitage, Saint-Pétersbourg                                        | 904               |       |
| Paysans fumant et buvant dans une taverne                                        | Peinture de genre          | huile sur panneau                                |                                                                        | 19 × 17,2                  | 1645-1655 (ca.)                                  | Musée Thyssen-Bornemisza, Madrid, le 29 janvier 1999                          |                   |       |
| Vieille Femme à une fenêtre                                                      | Peinture de genre          | huile sur panneau                                | signé                                                                  | 27 × 20,5                  | 1645-1655                                        | Musée de l'Ermitage, Saint-Pétersbourg                                        | 901               |       |
| Groupe de paysans près d'un âtre dans une auberge                                | Peinture de genre          | huile sur panneau                                | signé                                                                  | 39,5 × 34, 5               | 1645-1655 (ca.)                                  | Musée de l'Ermitage, Saint-Pétersbourg                                        | 902               |       |
| Paysans fumant et buvant dans une taverne                                        | Peinture de genre          | huile sur panneau                                |                                                                        | 19 × 17,2                  | 1645-1655 (ca.)                                  | Musée Thyssen-Bornemisza, Madrid, le 29 janvier 1999                          |                   |       |
| Femme assise                                                                     | Portrait                   | huile sur panneau                                | signé                                                                  | 25 × 20                    | 1646 (daté)                                      | Musée de l'Ermitage, Saint-Pétersbourg                                        | 4034              |       |
| Le Paysan riant                                                                  | Peinture de genre          | huile sur panneau                                | signé                                                                  | 16 × 14                    | 1646 (daté)                                      | Rijksmuseum, Amsterdam                                                        | C 1127            |       |
| Le Paysan riant                                                                  | Peinture de genre          | huile sur panneau                                | signed AvO                                                             | 15 × 11 cm                 | années 1640                                      | Kremer collection vente Sotheby's Amsterdam 7 mai 2008                        |                   |       |
| Intérieur d'une taverne avec cinq paysans et une femme                           | Peinture de genre          | huile sur panneau                                | signé                                                                  | 35,6 × 31,4                | 1646 (daté)                                      | Royal Collection, château de Windsor, Londres                                 | 404575            |       |
| Apothicaire fumant dans un intérieur                                             | Peinture de genre          | huile sur panneau de bois                        | signé A.Ostade                                                         | 17 × 14 cm                 | 1646 (daté)                                      | 13 décembre 2000 : vente anonyme à Christie's, Londres                        |                   |       |
| Intérieur avec une famille de paysans                                            | Peinture de genre          | huile sur panneau                                | signé                                                                  | 43,1 × 36,5                | 1647 (daté)                                      | Musée des beaux-arts, Budapest                                                |                   |       |
| Paysans dans une grange                                                          | Peinture de genre          | panneau (chêne)                                  | signé                                                                  | 36,4 × 47                  | 1647 (daté)                                      | Kunsthistorisches Museum, Gemäldegalerie, Vienne                              | GG_6338           |       |
| Nature morte avec poterie et une cuvette en bois                                 | Nature morte               | huile sur panneau                                |                                                                        | 22,7 × 30,7                | 1647 (?)                                         | Rijksmuseum Twenthe, Enschede                                                 |                   |       |
| Paysans buvant et jouant de la musique                                           | Peinture de genre          | huile sur panneau                                |                                                                        | 27 × 35,6                  | 1647 (?)                                         | Philadelphia Museum of Art, Philadelphie                                      | E1924-3-72        |       |
| Trois Paysans dans une auberge                                                   | Peinture de genre          | huile sur panneau (chêne)                        |                                                                        | 27 × 22                    | 1647                                             | Dulwich Picture Gallery, Londres                                              | DPG115            |       |
| Homme jouant du violon avec deux enfants                                         | Peinture de genre          | huile sur panneau                                | signé                                                                  | 26,5 × 21,5                | 1648 (daté)                                      | Musée de l'Ermitage, Saint-Pétersbourg                                        | 898               |       |
| Intérieur d'étable avec une famille de paysans                                   | Peinture de genre          | huile sur panneau                                | signé                                                                  | 53,5 × 48                  | 1648 (daté)                                      | Instituut Collectie Nederland, Amsterdam                                      | Nk 1808           |       |
| Joueur de vielle à roue à une fenêtre                                            | Peinture de genre          | huile sur panneau                                | signé                                                                  | 27 × 21                    | 1648 (daté)                                      | Musée de l'Ermitage, Saint-Pétersbourg                                        | 899               |       |
| Joyeux Paysans                                                                   | Peinture de genre          | huile sur toile                                  |                                                                        | 61 × 52                    | 1648                                             | Gemäldegalerie Alte Meister (Cassel)                                          | 275               |       |
| Le Charlatan                                                                     | Peinture de genre          | huile sur panneau                                | signé                                                                  | 27,5 × 22                  | 1648 (daté)                                      | Musée Frans Hals, Haarlem                                                     |                   |       |
| Le Charlatan                                                                     | Peinture de genre          | huile sur bois de chêne                          |                                                                        | 27,5 × 22                  | 1648                                             | Rijksmuseum                                                                   | SK-A-300          |       |
| Paysage avec une auberge près d'un groupe d'arbres                               | Peinture de genre          | huile sur toile                                  | Gerrit Van Hees (signé) et AVO pour certains éléments dont personnages | 104,5 × 152,5              | 1650 (daté)                                      | Musée de l'Ermitage, Saint-Pétersbourg                                        | 830               |       |
| Paysans dans un intérieur ou Les Patineurs                                       | Peinture de genre          | huile sur panneau                                | signé                                                                  | 44 × 35,5                  | 1650 (daté)                                      | Rijksmuseum, Amsterdam                                                        | A 2332            |       |
| Paysans dans une taverne                                                         | Peinture de genre          | huile sur panneau de bois                        | Signature : A.OSTADE                                                   | 35 × 48 cm                 | 1650 (v.)                                        | Musée Archidiocésain de Katowice                                              | A 2332            |       |
| Intérieur avec deux paysans, une femme, discutant, fumant et buvant à une table  | Peinture de genre          | huile sur panneau de chêne                       |                                                                        | 44 × 35 cm                 | 1650 (v.)                                        | Vente Sotheby's 9 juillet 2015                                                |                   |       |
| Portrait de la famille De Goyer et du peintre                                    | Portrait de groupe         | huile sur panneau                                |                                                                        | 63 × 51                    | 1650-1655 (ca.)                                  | Musée Bredius, La Haye                                                        | 86-1946           |       |
| Portrait de femme                                                                | Portrait de groupe         | huile sur panneau de bois                        |                                                                        | 33 × 27 cm                 | 1650-1655                                        | Musée national de Varsovie (MNW)                                              | M.Ob.1704         |       |
| La Fileuse à la fenêtre                                                          | Scène de genre             | huile sur panneau de bois                        |                                                                        | 34 × 27 cm                 | 1650-1655                                        | Musée national de Varsovie (MNW)                                              | M.Ob.2462         |       |
| Un boulanger souffle dans son cor                                                | Peinture de genre          | huile sur panneau                                | signé                                                                  | 27,5 × 22                  | 1650-1655                                        | Musée de l'Ermitage, Saint-Pétersbourg                                        | 900               |       |
| Un paysan tenant une cruche et une pipe                                          | Peinture de genre          | huile sur panneau (chêne)                        | signé                                                                  | 26,8 × 22                  | 1650-1655 (ca.)                                  | National Gallery, Londres                                                     | NG2543            |       |
| Trois paysans dans un intérieur                                                  | Scène de genre             | huile sur panneau de bois                        |                                                                        | 24 × 20 cm                 | 1650-1655                                        | Collection particulière Vente Sotheby's Londres 6 décembre 2007               |                   |       |
| Groupe de paysans avec un joueur de violon dans un intérieur                     | Peinture de genre          | huile sur panneau                                |                                                                        | 37 × 29,5                  | 1650-1670                                        | Musée de l'Ermitage, Saint-Pétersbourg                                        | 3773              |       |
| Femme nettoyant un hareng                                                        | Peinture de genre          | huile sur panneau de bois                        |                                                                        | 40 × 32 cm                 | 1650-1670                                        | Rijksmuseum, Amsterdam                                                        | SK-C-564          |       |
| Une Rixe                                                                         | Peinture de genre          | huile sur panneau                                |                                                                        | 41 × 55                    | 1650-1685                                        | Musée Pouchkine, Moscou                                                       |                   |       |
| Le Marchand                                                                      | Peinture de genre          | huile sur panneau de bois                        |                                                                        | 30 × 23 cm                 | 1650-1685                                        | Anhaltische Gemäldegalerie, Dessau-Roßlau                                     |                   |       |
| Le Violoniste                                                                    | Peinture de genre          | huile sur toile                                  |                                                                        |                            | 1650-1685                                        | Galleria Franchetti, Ca' d'Oro, Venise                                        |                   |       |
| Personnages en train de fumer la pipe et boire dans une taverne                  | Peinture de genre          | huile sur panneau                                |                                                                        |                            | 1650-1685                                        | Residenzgalerie, Salzbourg                                                    |                   |       |
| Deux hommes assis à table                                                        | Scène de genre             | huile sur panneau de bois                        | signé                                                                  | 20 × 17 cm                 |                                                  | Fundação Cultural Ema Gordon Klabin São Paulo, Brazil                         |                   |       |
| Scène d'auberge                                                                  | Peinture de genre          | huile sur panneau                                |                                                                        | 31 × 46                    | 1650-1685                                        | Musée royal des beaux-arts, Anvers                                            | 959               |       |
| Intérieur d'une maison paysanne : un enfant sur le point d'être nourri           | Peinture de genre          | huile sur panneau                                | signé                                                                  | 34,2 × 29                  | 1651 (daté)                                      | Royal Collection, château de Windsor, Londres                                 | 406724            |       |
| Portrait d'une femme avec un éventail                                            | Portrait                   | huile sur panneau                                | signé                                                                  | 44 × 36                    | 1651 ou 1652 (daté, dernier chiffre peu lisible) | Musée de l'Ermitage, Saint-Pétersbourg                                        | 2811              |       |
| Amusement de paysans dans une auberge                                            | Peinture de genre          | huile sur panneau                                |                                                                        |                            | 1652                                             | Musée d'art de Toledo, Toledo                                                 |                   |       |
| L'Intérieur d'une auberge avec quatre paysans et un joueur de vielle             | Peinture de genre          | huile sur panneau (chêne)                        | signé                                                                  | 39,9 × 55,7                | 1653 (daté)                                      | National Gallery, Londres                                                     | NG2540            |       |
| Lecture de la gazette                                                            | Peinture de genre          | huile sur panneau                                | signé                                                                  | 25,4 × 20,2                | 1653 (daté)                                      | Musée du Louvre, Paris                                                        | MI 946            |       |
| Un paysan faisant la cour à une femme entre deux âges                            | Peinture de genre          | huile sur panneau (chêne)                        | signé                                                                  | 27,3 × 22,1                | 1653 (daté)                                      | National Gallery, Londres                                                     | NG2542            |       |
| Paysans réunis autour d'un tonneau                                               | Peinture de genre          | huile sur panneau                                |                                                                        | 32,4 × 28,6                | 1653-1658 (ca.)                                  | musée des beaux-arts, Boston (Massachusetts)                                  | 1986.283          |       |
| Portrait de famille dit autrefois La Famille du peintre                          | Portrait de groupe         | huile sur panneau                                | signé                                                                  | 70 × 88                    | 1654 (daté)                                      | Musée du Louvre, Paris                                                        | 1679              |       |
| Le Fumeur et le buveur                                                           | Scène de genre             | huile sur panneau de chêne                       | signé                                                                  | 20 × 17 cm                 | 1654                                             | Château royal de Varsovie                                                     | ZKW 3917          |       |
| Le Fumeur                                                                        | Peinture de genre          | huile sur panneau                                | signé                                                                  | 26 × 25                    | 1655 (daté)                                      | Musée royal des beaux-arts, Anvers                                            | 466               |       |
| Scène du soir dans une taverne, avec un violoniste                               | Peinture de genre          | huile sur panneau                                | signé                                                                  | 42,4 × 52,4                | 1655 (daté)                                      | Royal Collection, château de Windsor, Londres                                 | 404584            |       |
| Homme fumant attablé et tenant un broc                                           | Peinture de genre          | huile sur panneau                                | signé                                                                  | 17,5 × 15,5                | 1655 (ca.)                                       | Musée de l'Ermitage, Saint-Pétersbourg                                        | 4085              |       |
| Intérieur avec trois joueurs de cartes                                           | Peinture de genre          | huile sur panneau                                | signé                                                                  | 35 × 30                    | 1655 (daté)                                      | Musée Kröller-Müller, Otterlo (Ede)                                           | 605-16            |       |
| Tête d'une fillette                                                              | Portrait                   | huile sur panneau (chêne)                        |                                                                        | 8,1 × 7,5 (sans cadre)     | 1655-1665 (ca.)                                  | Detroit Institute of Arts, Détroit                                            | 35.114            |       |
| Trois Paysans fumant et buvant dans une auberge                                  | Peinture de genre          | huile sur panneau                                | signé                                                                  | 28,6 × 23                  | 1658-1662                                        | Richard Green, Londres                                                        |                   |       |
| Paysan à une fenêtre                                                             | Peinture de genre          | huile sur panneau de bois                        |                                                                        | 49 × 44 cm                 | 1658-1662                                        | Brooklyn Museum                                                               | 34.483            |       |
| Homme à une fenêtre                                                              | Peinture de genre          |                                                  |                                                                        |                            | 1660 ?                                           | Penza Savitsky Art Gallery, Penza, Russi                                      |                   |       |
| Joyeux Buveurs                                                                   | Peinture de genre          | huile sur panneau                                | signé                                                                  | 30 × 25                    | 1659 (daté)                                      | Mauritshuis, La Haye                                                          | 807               |       |
| Le Marché aux poissons                                                           | Peinture de genre          | huile sur toile                                  | signé                                                                  | 41,5 × 36,5                | 1659 (daté)                                      | Musée du Louvre, Paris                                                        | 1681              |       |
| Paysans dansant dans une taverne                                                 | Peinture de genre          | huile sur panneau                                |                                                                        | 44,1 × 60,3                | 1659                                             | Saint Louis Art Museum, Saint-Louis (Missouri)                                | 147:1966          |       |
| Au cabaret du village                                                            | Peinture de genre          | huile sur panneau (chêne)                        | signé                                                                  | 45,5 × 39                  | 1660 (daté)                                      | Alte Meister Galerie, Dresde                                                  | 1396              |       |
| Scène de village avec paysans dansant en extérieur                               | Peinture de genre          | huile sur panneau de chêne                       | Signature AV.Ostade                                                    | 43 × 57 cm                 | 1660 (daté)                                      | Collection particulière, vente Sotheby's, Londres, 8 décembre 2004            |                   |       |
| Joueur de flûte                                                                  | Peinture de genre          | huile sur panneau                                |                                                                        | 29 × 23                    | 1660 (ca.)                                       | Musée Pouchkine, Moscou                                                       |                   |       |
| Famille dans un intérieur rustique                                               | Peinture de genre          |                                                  |                                                                        |                            | 1660 (v.)                                        | Collection Bentinck-Thyssen, Luxembourg                                       |                   |       |
| Scène de taverne                                                                 | Peinture de genre          | huile sur panneau                                |                                                                        | 23,8 × 20,4                | 1660-1665 (ca.)                                  | National Gallery of Art, Washington                                           | 1977.21.1         |       |
| L'Affûteur de plume                                                              | Peinture de genre          | huile sur panneau (chêne)                        |                                                                        | 33,2 × 26,7                | 1660-1670 (ca.)                                  | Musée des beaux-arts, Budapest                                                |                   |       |
| Intérieur de taverne                                                             | Peinture de genre          | huile sur panneau                                | signé                                                                  | 32,4 × 24,6                | 1661 (daté)                                      | Musée Thyssen-Bornemisza, Madrid                                              |                   |       |
| Paysans dans un intérieur                                                        | Peinture de genre          | huile sur cuivre                                 |                                                                        | 37 × 47                    | 1661                                             | Rijksmuseum, Amsterdam                                                        | C 200             |       |
| Famille de paysans dans un intérieur                                             | Peinture de genre          | huile sur panneau de chêne                       | Signature : Av Ostade                                                  | 35 × 31 cm                 | 1661 (daté)                                      | Eijk and Rose-Marie van Otterloo Collection                                   |                   |       |
| Un alchimiste                                                                    | Peinture de genre          | huile sur panneau (chêne)                        | signé                                                                  | 34 × 45,2                  | 1661 (daté)                                      | National Gallery, Londres                                                     | NG846             |       |
| Le Maître d'école                                                                | Peinture de genre          | huile sur panneau                                | signé                                                                  | 40 × 32,5                  | 1662 (daté)                                      | Musée du Louvre, Paris                                                        | 1680              |       |
| Paysans dans une taverne                                                         | Peinture de genre          | huile sur panneau                                | signé                                                                  | 47,5 × 39                  | 1662 (daté)                                      | Mauritshuis, La Haye                                                          | 128               |       |
| Cabaret hollandais                                                               | Peinture de genre          | panneau                                          | signé                                                                  | 29,5 × 26                  | 1663 (daté)                                      | Musées royaux des beaux-arts de Belgique, Bruxelles                           | 3210              |       |
| L'Artiste dans son atelier                                                       | Peinture de genre          | huile sur panneau (chêne)                        |                                                                        | 38 × 35,5                  | 1663                                             | Alte Meister Galerie, Dresde                                                  | 1397              |       |
| Deux paysans gueuletonnant                                                       | Peinture de genre          | huile sur panneau (chêne)                        |                                                                        | 30,5 × 25,5                | 1663                                             | Alte Meister Galerie, Dresde                                                  | 1398              |       |
| Intérieur avec des paysans                                                       | Peinture de genre          | panneau (chêne)                                  |                                                                        | 34,1 × 39,7                | 1663                                             | Wallace Collection, Londres                                                   | P169              |       |
| Deux paysans fumant                                                              | Peinture de genre          | huile sur panneau (chêne)                        |                                                                        | 30,5 × 25,5                | 1664                                             | Alte Meister Galerie, Dresde                                                  | 1399              |       |
| Paysans dans une taverne                                                         | Peinture de genre          | huile sur panneau                                |                                                                        | 36 × 32 cm                 | 1665                                             | Royal Collection                                                              | RCIN 404619       |       |
| Femme à la fenêtre avec une cruche et un verre de bière                          | Peinture de genre          | panneau (chêne)                                  | signé                                                                  | 27,5 × 22                  | 1665 (ca.)                                       | Kunsthistorisches Museum, Gemäldegalerie, Vienne                              | GG_6449           |       |
| Porc écorché                                                                     | Peinture de genre          | huile sur panneau                                | reste de signature                                                     | 41,7 × 27,8                | 1665 (daté)                                      | Kröller-Müller Museum, Otterlo (Ede)                                          | 604               |       |
| Portrait d'un savant                                                             | Peinture de genre          | huile sur toile                                  | signé                                                                  | 19 × 17,6                  | 1665 (daté)                                      | Rijksmuseum, Amsterdam                                                        | A 3281            |       |
| La Lecture                                                                       | Peinture de genre          | huile sur panneau                                | restes de signature                                                    | 18,5 × 15,7                | 1665 (daté)                                      | Musée du Louvre, Paris                                                        | MI 945            |       |
| Le Buveur                                                                        | Peinture de genre          | huile sur panneau                                |                                                                        | 47 × 60 cm                 | 1665-1670                                        | Musée Frans Hals, Haarlem                                                     | os 56-21          |       |
| Un fumeur et un buveur                                                           | Peinture de genre          | huile sur panneau                                | signé                                                                  | 33 × 25                    | 1666 (daté)                                      | Musée Fabre, Montpellier                                                      | 836-4-41          |       |
| Vieille Femme nourrissant un enfant en compagnie d'un autre enfant et d'un homme | Peinture de genre          | huile sur panneau                                | signé                                                                  | 23 × 19                    | 1667 (daté)                                      | Musée de l'Ermitage, Saint-Pétersbourg                                        | 909               |       |
| Le Buveur                                                                        | Peinture de genre          | huile sur panneau                                | signé                                                                  | 18,2 × 14,4                | 1667 (daté, dernier chiffre incertain)           | Musée du Louvre, Paris                                                        | 1685              |       |
| Mère tenant son enfant à la porte                                                | Peinture de genre          | huile sur panneau de chêne                       | Signature en bas à droite : Av. Ostade                                 | 37 × 29 cm                 | 1667 (daté)                                      | Collection privée                                                             |                   |       |
| Intérieur d'une maison paysanne                                                  | Peinture de genre          | huile sur panneau                                | signé                                                                  | 47 × 42                    | 1668 (daté)                                      | Royal Collection, château de Windsor, Londres                                 | 404814            |       |
| Chez le poissonnier                                                              | Peinture de genre          | toile                                            |                                                                        | 40,3 × 35,7                | 1669                                             | Wallace Collection, Londres                                                   | P202              |       |
| Intérieur d'une maison à la campagne                                             | Peinture de genre          | huile sur panneau de bois                        |                                                                        | 34 × 27 cm                 | 1670 (ca.)                                       | Dulwich Picture Gallery, Londres                                              | DPG45             |       |
| Un couple âgé sous une tonnelle                                                  | Peinture de genre          | huile sur panneau                                | signé                                                                  | 23,2 × 19,4                | 1670 (ca.)                                       | Royal Collection, Windsor Castle, Londres                                     | 404620            |       |
| L'Abattage du porc                                                               | Peinture de genre          | huile sur panneau                                | signé                                                                  | 14 × 17                    | 1670-1680 (ca.)                                  | Musée du Louvre, Paris                                                        |                   |       |
| Femme avec une cruche à bière                                                    | Peinture de genre          | huile sur panneau de bois                        | Signé                                                                  | 16 × 14 cm                 | 1670-1680 (ca.)                                  | Dulwich Picture Gallery, Londres                                              | DPG98             |       |
| Un homme en train de fumer                                                       | Peinture de genre          | huile sur panneau de bois                        |                                                                        | 17 × 14 cm                 | 1670-1680 (ca.)                                  | Dulwich Picture Gallery, Londres                                              | DPG113            |       |
| Dans une taverne                                                                 | Peinture de genre          | huile sur panneau                                |                                                                        | 41 × 35                    | 1671 (ca.)                                       | Musée de l'Ermitage, Saint-Pétersbourg                                        |                   |       |
| Le Repos des chasseurs                                                           | Peinture de genre          | huile sur panneau                                | signé                                                                  | 36 × 30                    | 1671 (daté)                                      | Rijksmuseum, Amsterdam                                                        | A 299             |       |
| Entretien familier                                                               | Peinture de genre          | huile sur panneau                                | signé                                                                  | 22 × 21,5                  | 1672 (daté)                                      | Rijksmuseum, Amsterdam                                                        | C 201             |       |
| La Poissonnière                                                                  | Peinture de genre          | huile sur toile                                  |                                                                        | 29 × 26,5                  | 1672                                             | Musée des beaux-arts, Budapest                                                |                   |       |
| La Poissonnière                                                                  | Peinture de genre          | huile sur toile                                  | signé                                                                  | 36,5 × 39,4                | 1672 (ou 1673, daté)                             | Rijksmuseum, Amsterdam                                                        | A 3246            |       |
| La Cour d'une maison de village                                                  | Peinture de genre          | huile sur toile                                  |                                                                        | 44 × 39,5                  | 1673                                             | National Gallery of Art, Washington                                           | 1942.9.48         |       |
| Paysans dansant, buvant et jouant de la musique dans une auberge                 | Peinture de genre          | plume et gouache sur papier                      | signé                                                                  | 21,8 × 25,7                | 1673 (daté)                                      | Musée d'Amsterdam, Amsterdam                                                  | TA 10236          |       |
| Le Violoniste ou Le Ménétrier                                                    | Peinture de genre          | huile sur panneau de bois                        |                                                                        | 45 × 42 cm                 | 1673                                             | Mauritshuis, La Haye                                                          | 129               |       |
| Fêtards dans une auberge                                                         | Peinture de genre          | huile sur panneau                                | signé                                                                  | 46,7 × 41                  | 1674 (daté)                                      | Art Institute, Chicago                                                        | 1894.1028         |       |
| Paysans en train de boire                                                        | Peinture de genre          | huile sur panneau de bois                        |                                                                        | 41 × 49 cm                 | après 1676                                       | Dulwich Picture Gallery                                                       | 619               |       |
| Paysans à table dans une taverne                                                 | Peinture de genre          | dessin à la plume marron et aquarelle sur papier |                                                                        | 15 × 12 cm                 | 1677                                             | Musée des beaux-arts Pouchkine, Moscou                                        | 4707              |       |
| Auberge avec paysans buvant, fumant et jouant au blackgamon                      | Peinture de genre          | crayon et encre, aquarelle sur craie noire       |                                                                        |                            | 1678                                             | Albertina, Vienne                                                             |                   |       |
| Intérieur de taverne                                                             | Peinture de genre          | aquarelle sur papier                             |                                                                        | 23 × 20 cm                 | 1680                                             | Musées royaux des beaux-arts de Belgique                                      |                   |       |
| Un avocat dans son étude                                                         | Peinture de genre          | huile sur panneau                                | signé                                                                  | 35,5 × 28                  | 168[.] (daté, dernier chiffre illisible)         | Musée Boijmans Van Beuningen, Rotterdam                                       | 1637              |       |
| Les Cinq Sens : La Vue                                                           | Peinture de genre          | huile sur panneau                                | signé                                                                  | 11,5 × 9,5                 | 1681 (daté, 3e chiffre illisible)                | Musée de l'Ermitage, Saint-Pétersbourg                                        | 1850              |       |
| Les Cinq Sens : Le Goût                                                          | Peinture de genre          | huile sur panneau                                |                                                                        | 12 × 9,5                   | 1681                                             | Musée de l'Ermitage, Saint-Pétersbourg                                        | 1851              |       |
| Les Cinq Sens : Le Toucher                                                       | Peinture de genre          | huile sur panneau                                | monogramme                                                             | 12 × 9,5                   | 1681                                             | Musée de l'Ermitage, Saint-Pétersbourg                                        | 1849              |       |
| Les Cinq Sens : La Vue                                                           | Peinture de genre          | huile sur panneau                                | signé                                                                  | 11,5 × 9,5                 | 1681 (daté, 3e chiffre illisible)                | Musée de l'Ermitage, Saint-Pétersbourg                                        | 1850              |       |
| Les Cinq Sens : Le Goût                                                          | Peinture de genre          | huile sur panneau                                |                                                                        | 12 × 9,5                   | 1681                                             | Musée de l'Ermitage, Saint-Pétersbourg                                        | 1851              |       |
| Le Cordonnier assoiffé                                                           | Peinture de genre          | huile sur toile                                  |                                                                        | 6,18 × 5,32                |                                                  | Musée international de la chaussure, Romans                                   | 1968.3.1087       |       |
| L'Annonce aux bergers                                                            | Peinture à sujet religieux | huile sur panneau                                | signé                                                                  | 69 × 55                    |                                                  | Musée Herzog Anton Ulrich, Brunswick                                          |                   |       |
| Groupe de paysans se battant                                                     | Peinture de genre          | huile sur panneau (chêne)                        |                                                                        | 31,9 × 42,5                |                                                  | Musée Mayer van den Bergh, Anvers                                             |                   |       |
| Intérieur d'une taverne avec un joueur de violon                                 | Peinture de genre          | huile sur toile                                  |                                                                        |                            |                                                  | Galleria Franchetti, Ca' d'Oro, Venise                                        |                   |       |
| Intérieur de cabaret                                                             | Peinture de genre          | huile sur toile                                  |                                                                        | 41,1 × 55,9                | XVIIe siècle                                     | Musée des beaux-arts, Caen                                                    | M 112             |       |
| Porc écorché                                                                     |                            | huile sur panneau (chêne)                        |                                                                        | 46,5 × 40,5                | XVIIe siècle                                     | Musée des beaux-arts, Caen                                                    | M 94              |       |
| Le Mangeur de harengs                                                            | Peinture de genre          | huile sur panneau (chêne)                        | signé                                                                  | 28 × 24,5                  |                                                  | Musées royaux des beaux-arts de Belgique, Bruxelles                           | 1455              |       |
| Paysan avec une lanterne                                                         | Peinture de genre          | huile sur panneau                                |                                                                        | 22,7 × 19,2                |                                                  | Galerie des Offices, Florence                                                 | 00131542          |       |
| Le Concert rustique                                                              | Peinture de genre          | huile sur panneau                                | signé                                                                  | 28 × 22                    |                                                  | Musées royaux des beaux-arts de Belgique, Bruxelles                           | 2833              |       |
| Entretien familier                                                               | Peinture de genre          | huile sur panneau                                | signé                                                                  | 21 × 19,4                  |                                                  | Instituut Collectie Nederland, Amsterdam                                      | Nk 2884           |       |
| Rixe de paysans                                                                  | Peinture de genre          | huile sur panneau                                | attribué à AVO                                                         | 42 × 33,8                  |                                                  | Watford Museum, Watford - GB                                                  |                   |       |
| Scène de boisson                                                                 | Peinture de genre          | huile sur cuivre                                 |                                                                        | 26,4 × 36,8                |                                                  | Cheltenham Art Gallery & Museum, Cheltenham                                   | 899.1.34          |       |
| Soûlards dans une auberge                                                        | Peinture de genre          | huile sur panneau                                |                                                                        | 41,9 × 57,2                |                                                  | Musée des beaux-arts, San Francisco                                           | 1993.36.3         |       |
| Un homme à la fenêtre                                                            | Peinture de genre          | huile sur panneau                                |                                                                        |                            |                                                  | Musée K. Savitsky, Penza - Russie                                             |                   |       |